# Mertvitsa
Mertvitsa (ryska: Мертвица) är ett vattendrag i Belarus.   Det ligger i voblasten Mahiljoŭs voblast, i den östra delen av landet, 260 km öster om huvudstaden Minsk.
Trakten runt Mertvitsa består till största delen av jordbruksmark. Runt Mertvitsa är det ganska glesbefolkat, med 42 invånare per kvadratkilometer.